# Euprosopia crassa
Euprosopia crassa är en tvåvingeart som beskrevs av Mcalpine 1973. Euprosopia crassa ingår i släktet Euprosopia och familjen bredmunsflugor. Inga underarter finns listade i Catalogue of Life.